# Absolwenci

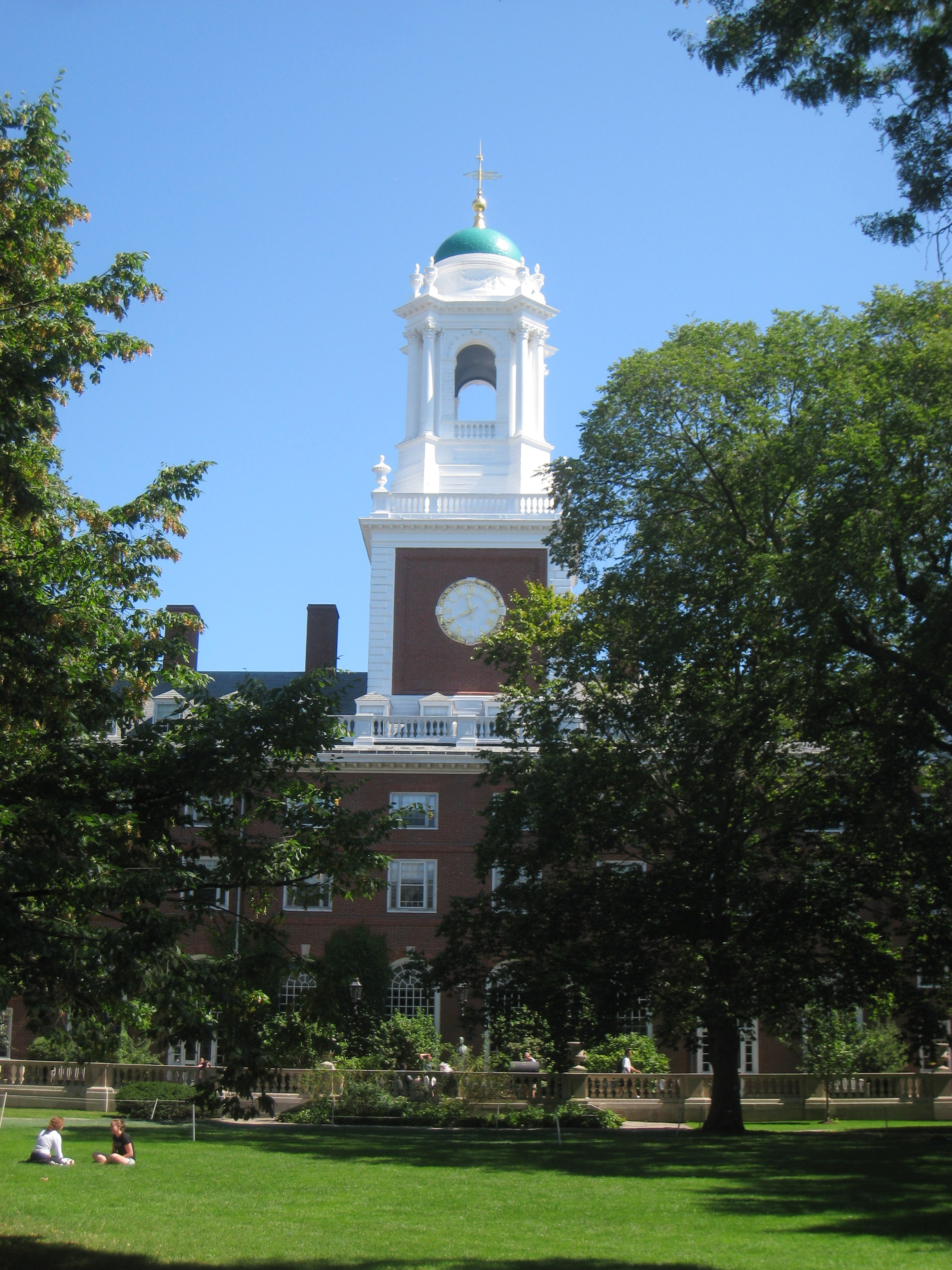
Eliot House – miejsce zamieszkania bohaterów w trakcie studiów

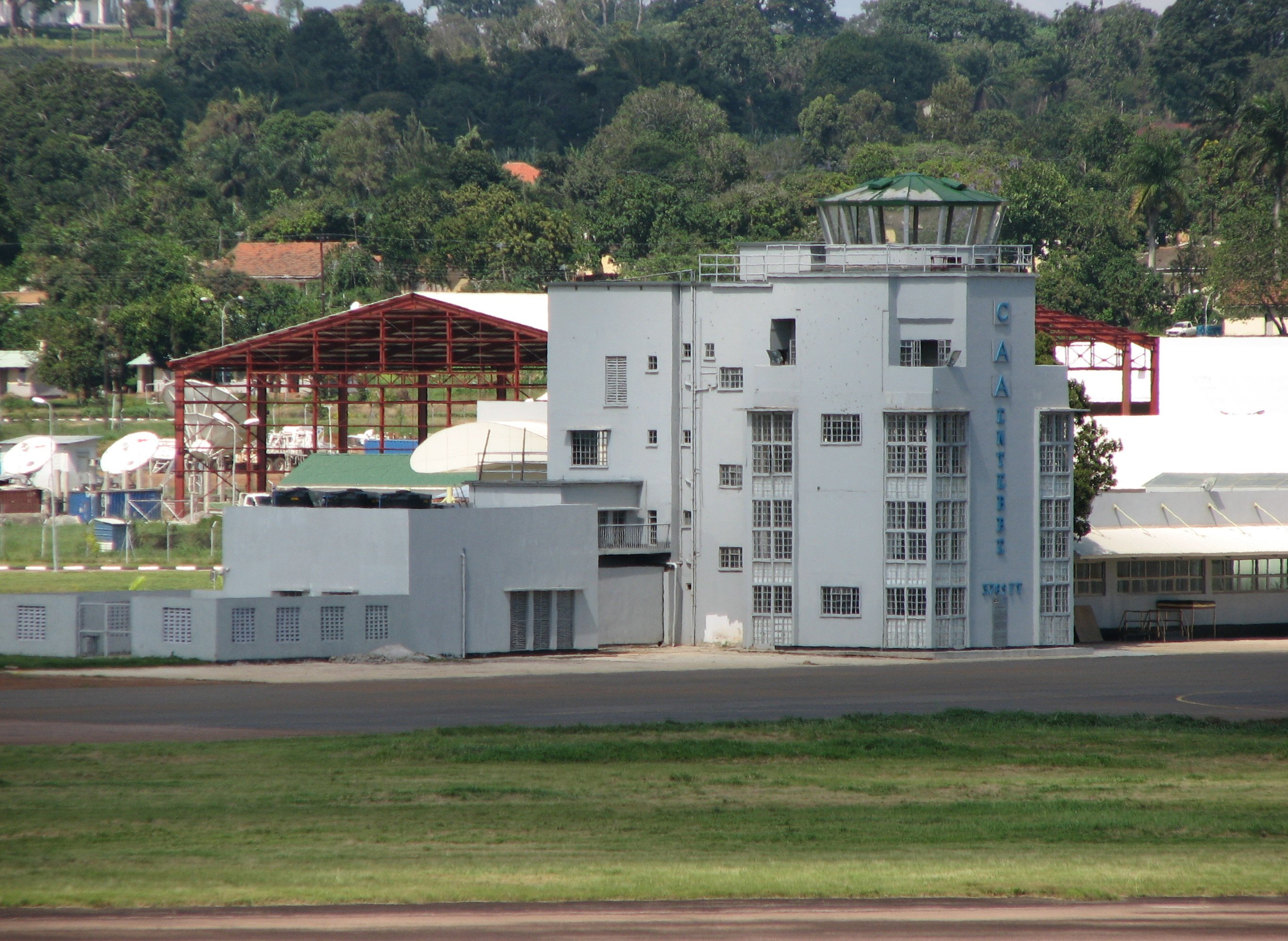
Port lotniczy Entebbe – miejsce śmierci Jasona Gilberta Juniora

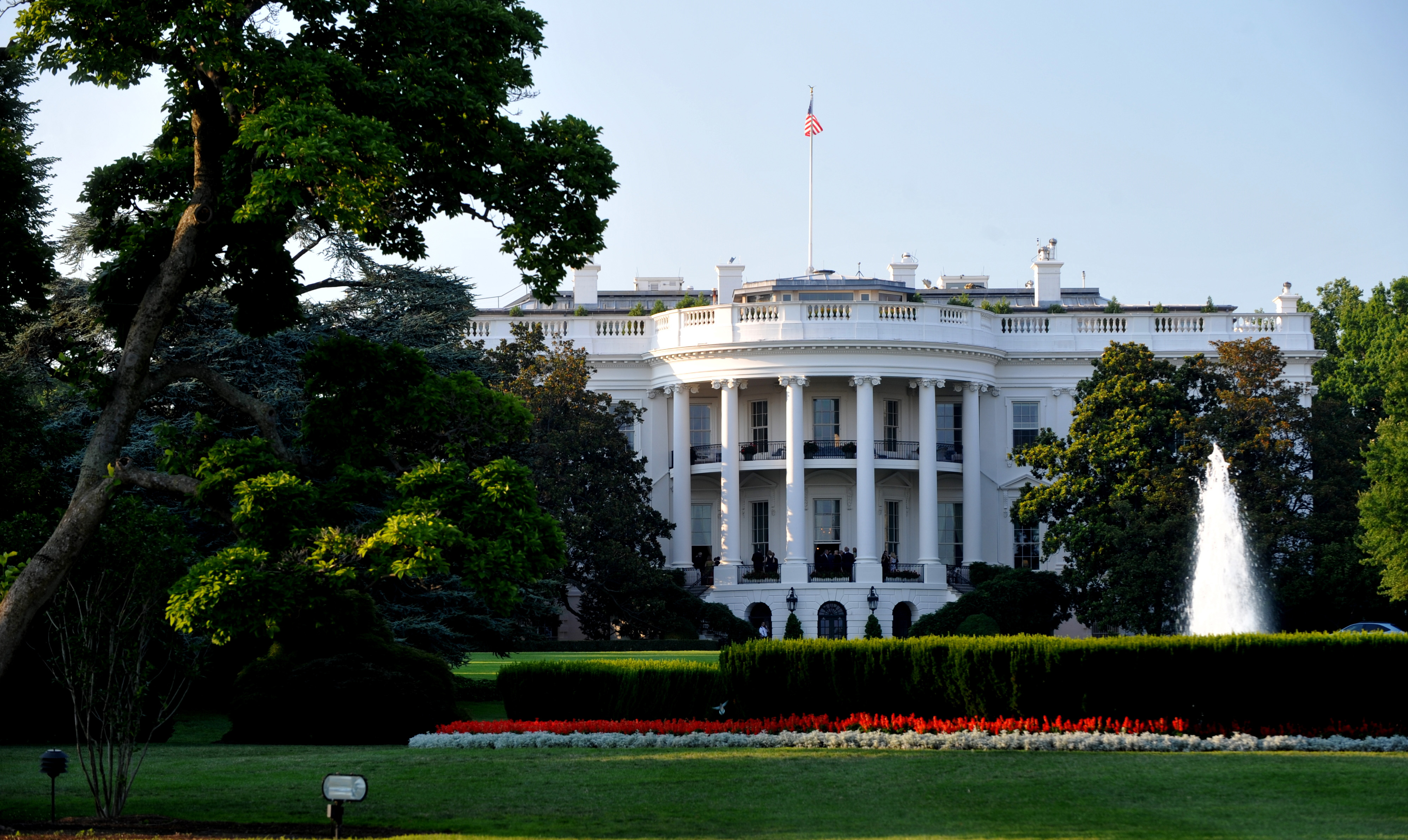
Biały Dom – miejsce pracy Georga Kellera

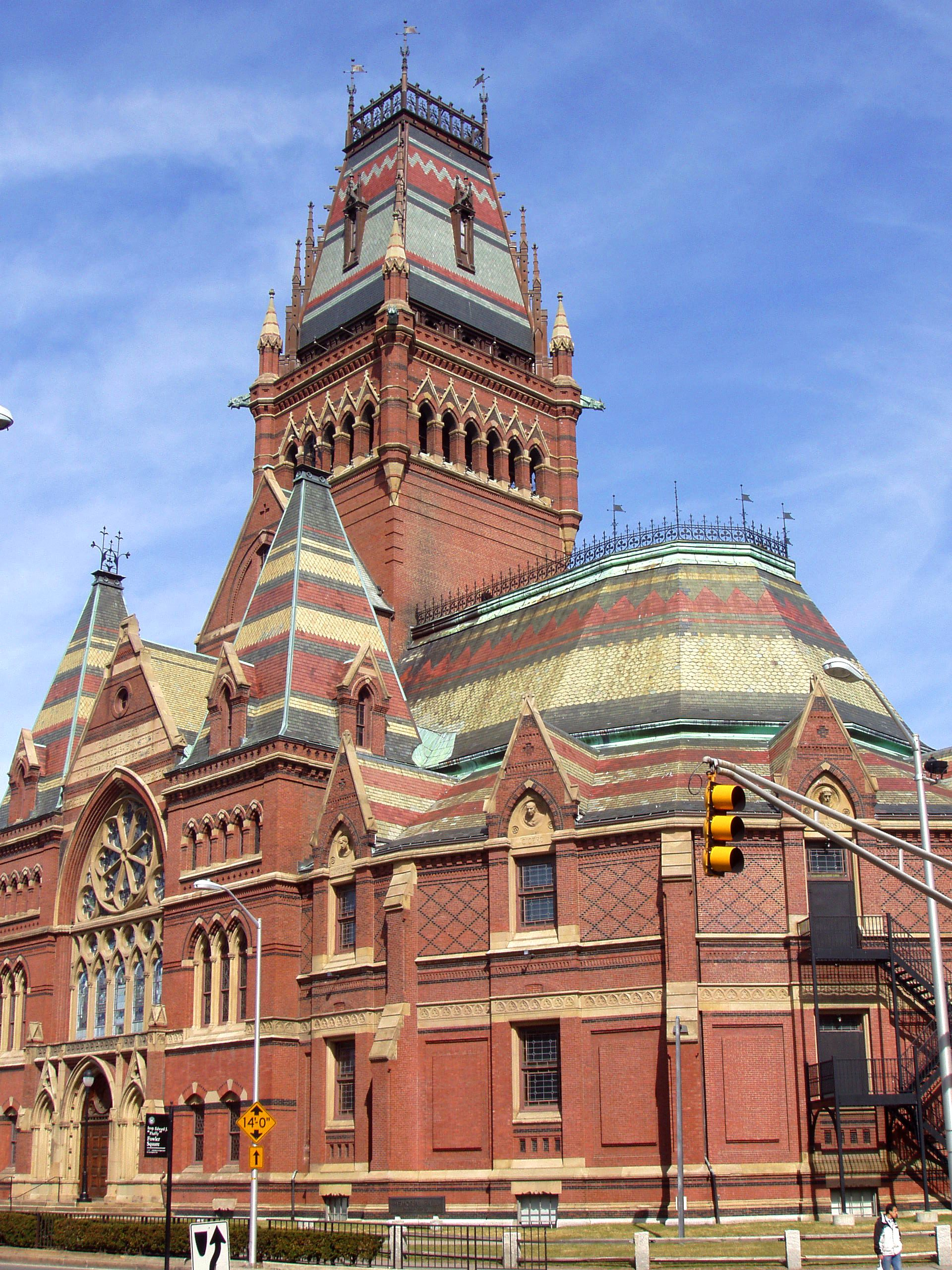
Uniwersytet Harvarda – miejsce pracy Theodora Lambrosa

Absolwenci (oryginalny tytuł: The Class) – szósta powieść Ericha Segala, opublikowana w 1985. Tytuł nawiązuje do absolwentów Uniwersytetu Harvarda z rocznika 1958 (tego samego co Segal), a szczególnie odnosi się do pięciu fikcyjnych absolwentów: Andrew Eliota, Jasona Gilberta, Theodora Lambrosa, Daniela Rossiego i Georga Kellera.

## Budowa powieści
Powieść prezentuje zróżnicowane losy pięciu studentów Uniwersytetu Harvarda z rocznika 1958 – w trakcie studiów (część „Studenckie lata”), ale przede wszystkim zapis ich drogi życiowej po ukończeniu uczelni (część „Dorosłe życie”), do zjazdu absolwentów dwadzieścia pięć lat później w 1983 (część „Zjazd”).

## Eliot House
Akcja powieści w trakcie pobytu bohaterów na Uniwersytecie Harvarda rozgrywa się przede wszystkim w Eliot House – jednym z domów mieszkalnych dla studentów, otwartym w 1931 i nazwanym na cześć Charlsa Williama Eliota – ich miejscu zamieszkania.

## Bohaterowie

### Andrew Eliot
Pochodzi ze znanej bostońskiej rodziny Eliotów. Ze względu na to, zawsze czuje wysokie oczekiwania względem swojej osoby. Jest wyluzowany i przyjazny – dobry przyjaciel dla wszystkich swoich kolegów. Chce przeżyć życie bez przywilejów i spełnić swój obowiązek wojskowy, służy w marynarce wojennej jako zwykły marynarz. Po odbyciu służby wojskowej żeni się Faith – córką jednego z kolegów ojca i rozpoczyna karierę w bankowości inwestycyjnej. Niestety, jego żona doprowadza do rozwodu. Ma dwójkę dzieci z tego małżeństwa.

### Jason Gilbert Junior
Syn Jasona Gilberta Seniora (pierwotne nazwisko ojca to Jacob Gruenwald), ma zadatki na doskonałego syna, z którego każdy rodzic byłby dumny. Mimo to, jest jedna rzecz, która go niepokoi: jest w stałym konflikcie ze swoją tożsamością Żyda, pomimo asymilacji rodziców i członkostwa w kościele unitariańskim. Kilkakrotnie doświadcza uprzedzeń, m.in. gdy odmówiono mu przyjęcia na Uniwersytet Yale i gdy odmówiono zaproszenia do klubów Harvardu. W Izraelu zostaje zamordowana przez arabskich terrorystów jego holenderska narzeczona Fanny, lekarz pediatra. To wydarzenie powoduje, że po pogrzebie pozostaje w Izraelu i zamieszkuje w kibucu Verde Ha-Galil, gdzie zginęła jego ukochana. Dołącza do izraelskich komandosów, bierze udział m.in. w wojnie sześciodniowej i wojnie Jom Kipur. Pomimo traumy żeni się z przyjaciółką Fanny, Evą Goudsmit, z którą ma dwóch synów. Ginie 4 lipca 1976 w Ugandzie, w trakcie operacji Entabbe, odbicia ponad 100 izraelskich zakładników.

### Theodore Lambros
Urodził się w rodzinie greckich emigrantów i po ukończeniu Cambridge Latin School został przyjęty na Uniwersytet Harvarda bez stypendium. Musi pracować jako kelner w rodzinnej restauracji, aby się utrzymywać. Na studiach poznaje Sarę Harrison, którą poślubia i z którą ma syna Theodora Juniora. Jego ambicja i pomoc żony (zrezygnowała ze swojej kariery akademickiej) sprawiają, że zostaje wykładowcą na Harvardzie. Nie otrzymuje tam jednak stałej profesury. Pomimo propozycji zostania profesorem na Uniwersytecie Kalifornijskim w Berkeley (za czym optuje Sara), woli przenieść się do kiepskiego i prowincjonalnego Canterbury College (fikcyjna uczelnia) leżącego jednak niedaleko od Harvardu. Na tej uczelni przeżywa upokorzenie, kiedy za cenę utrzymania pozycji akademickiej musi zaliczyć zajęcia kiepskiemu studentowi będącemu jednak wybitnym sportowcem. Później zostaje stałym profesorem i otrzymuje urlop naukowy, który zamierza spędzić na Uniwersytecie Oksfordzkim. W trakcie pobytu wdaje się w romans ze studentką, co jest przyczyną rozwodu; Sara (z synem) zostaje na Oksfordzie, gdzie kontynuuje karierę akademicką i poznaje drugiego męża. Theodore Lambros wraca do Canterbury College, gdzie zostaje dziekanem. Kiedy zwalnia się miejsce profesorskie na Harvardzie, ponownie staje do konkursu, ale przegrywa z byłą żoną. Jednakże dzięki jej rezygnacji z tej profesury, otrzymuje swoje wymarzone stanowisko, później zostaje też dziekanem tej uczelni (i kandydatem na rektora). Żeni się z Abby, która jest krewną Andrew Eliota.

### Daniel Rossi
Utalentowany pianista, uczeń Gustawa Landaua. Zostaje studentem Harvardu wbrew woli ojca, z którym pozostaje w konflikcie. Na studiach poznaje Marię Pastore, którą później poślubia i z którą ma dwie córki. Rezygnuje ze studiów podyplomowych, aby poświęcić się karierze pianisty – zdobywa dwie nagrody Grammy w kategoriach: najlepszy solista muzyki klasycznej i  najlepszy album solisty jazzowego. Jest kompozytorem musicalu na Broadwayu (tutaj musi skorzystać z „pomocy” innego kompozytora, gdyż jego własne kompozycje nie przypadły do gustu krytykom) i dyrygentem dwóch orkiestr. Sukcesy powodują, że regularnie zdradza żonę, co prowadzi w końcu do rzeczywistej separacji. Aby utrzymać niezwykle gorączkowy tryb życia, staje się uzależniony od stymulantów i fenotiazyny. Specyfiki te powodują, że dochodzi do zaburzeń motorycznych w funkcjonowaniu lewej ręki, co prowadzi do upadku kariery koncertowej. Sytuacja ta powoduje jednak zbliżenie się małżonków do siebie i koniec separacji. Podczas zjazdu absolwentów oboje anonimowo fundują katedrę na Wydziale Medycznym Harvardu mającą zajmować się zaburzeniami motorycznymi.

### George Keller
Pierwotne nazwisko Gyuri Kolozsdi, Węgier, syn wysoko postawionego aparatczyka Węgierskiej Socjalistycznej Partii Robotniczej, uchodźca po powstaniu węgierskim 1956. Po przyjeździe do Stanów Zjednoczonych szybko przyswaja język angielski, jego determinacja i lojalność do nowego kraju zapewnia mu posadę w administracji Białego Domu, jako protegowany Henry’ego Kissingera. Nie potrafi stworzyć znaczącej relacji z żoną, nie ma dzieci, w efekcie rozwodzą się. Po przemówieniu na swoim zjeździe absolwentów, popełnia samobójstwo.

## Postacie niefikcyjne
Bohaterami drugoplanowymi powieści jest wiele realnych osób ze świata nauki i polityki:
- Zbigniew Brzeziński – pierwszy opiekun George'a Kellera
- Henry Kissinger – drugi opiekun George'a Kellera, promotor jego pracy magisterskiej, zwierzchnik w pracy
- Richard Nixon
- Gerald Ford
- prof. John Finley[2] – opiekun Eliot House
- prof. Derek Bok – rektor Uniwersytetu Harvarda w latach 1971–1991 i 2006–2007[3].

## Polskie wydania
- wydanie 1: Poznań 1993, Wydawnictwo Podsiedlik-Raniowski i Spółka, tłumaczenie Jarosław Sokół, ISBN 83-7083-099-4,
- wydanie 2: Poznań 1994, Wydawnictwo Podsiedlik-Raniowski i Spółka, tłumaczenie Jarosław Sokół, ISBN 83-7083-099-4,
- wydanie 3: Poznań 1996, Wydawnictwo Podsiedlik-Raniowski i Spółka, tłumaczenie Jarosław Sokół, ISBN 83-7083-099-4,
- wydanie 4: Poznań 2000[4], Zysk i S-ka Wydawnictwo s.c. (seria „Kameleon”), tłumaczenie Jarosław Sokół, ISBN 83-7150-492-6,
- wydanie 5: Warszawa 2010, Wydawnictwo Albatros Andrzej Kuryłowicz, tłumaczenie Jarosław Sokół, ISBN 978-83-7659-156-8.